# Bao Bolon
Bao Bolon eller Baobolon är ett vattendrag i Senegal och Gambia, ett biflöde till Gambiafloden. Det rinner genom regionerna Kaffrine, Kaolack och North Bank, och mynnar i Gambiafloden 90 km öster om Gambias huvudstad Banjul. Våtmarkerna runt mynningen är ett Ramsarområde.